# Lotsenturm Thiessow
Der so genannte Lotsenturm Thiessow ist ein Mobilfunk- und Aussichtsturm an der Stelle eines historischen Lotsenwachturms bei Thiessow auf der Ostseeinsel Rügen in Mecklenburg-Vorpommern. 

## Lage

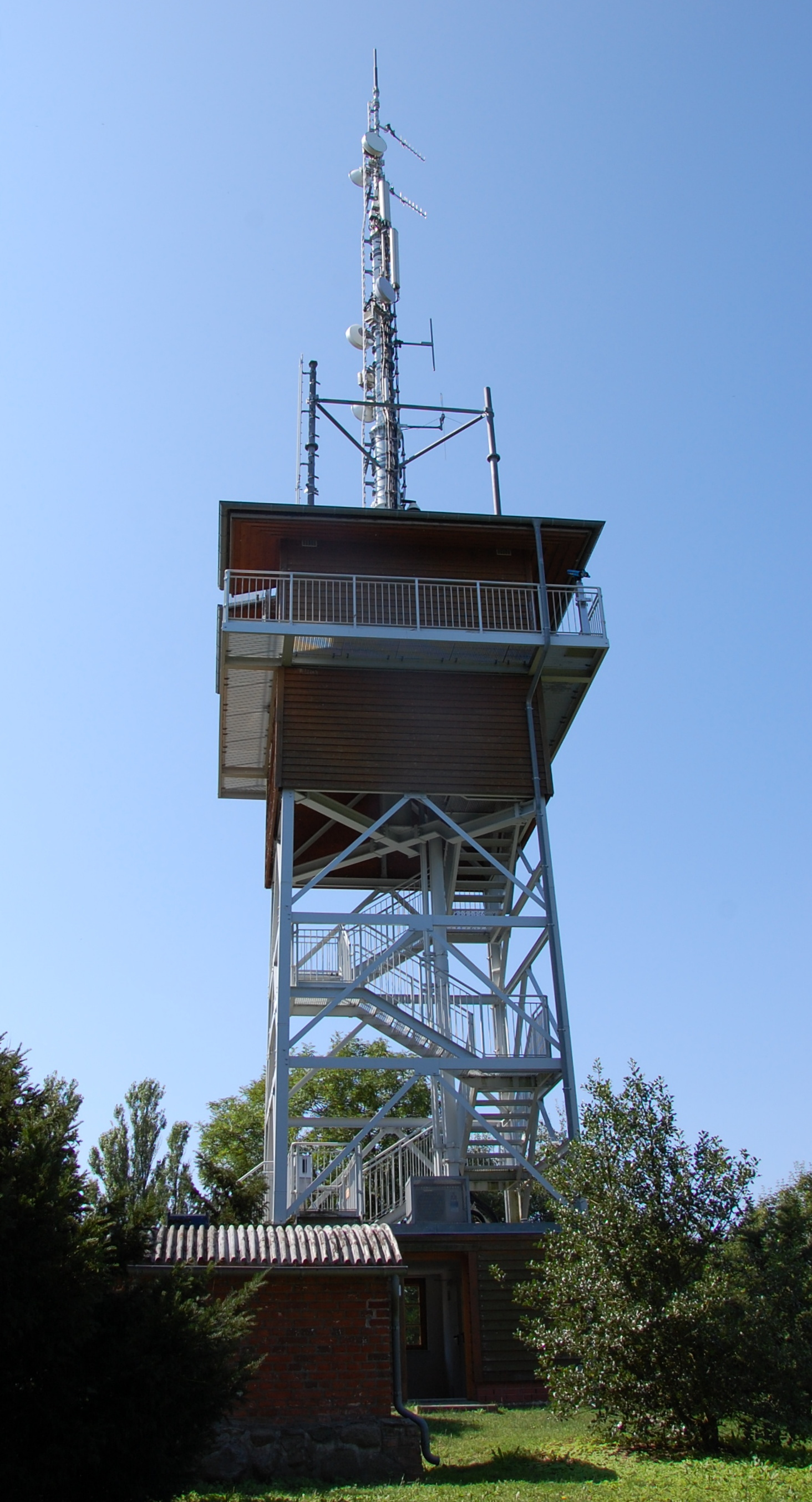
Lotsenturm

Der im Jahr 2003 in Stahlfachwerkbauweise errichtete Turm befindet sich südöstlich des Ortes auf dem 35,6 m ü. NHN hohen Lotsenberg in unmittelbarer Nähe zum Südperd über der Ostsee.

## Geschichte

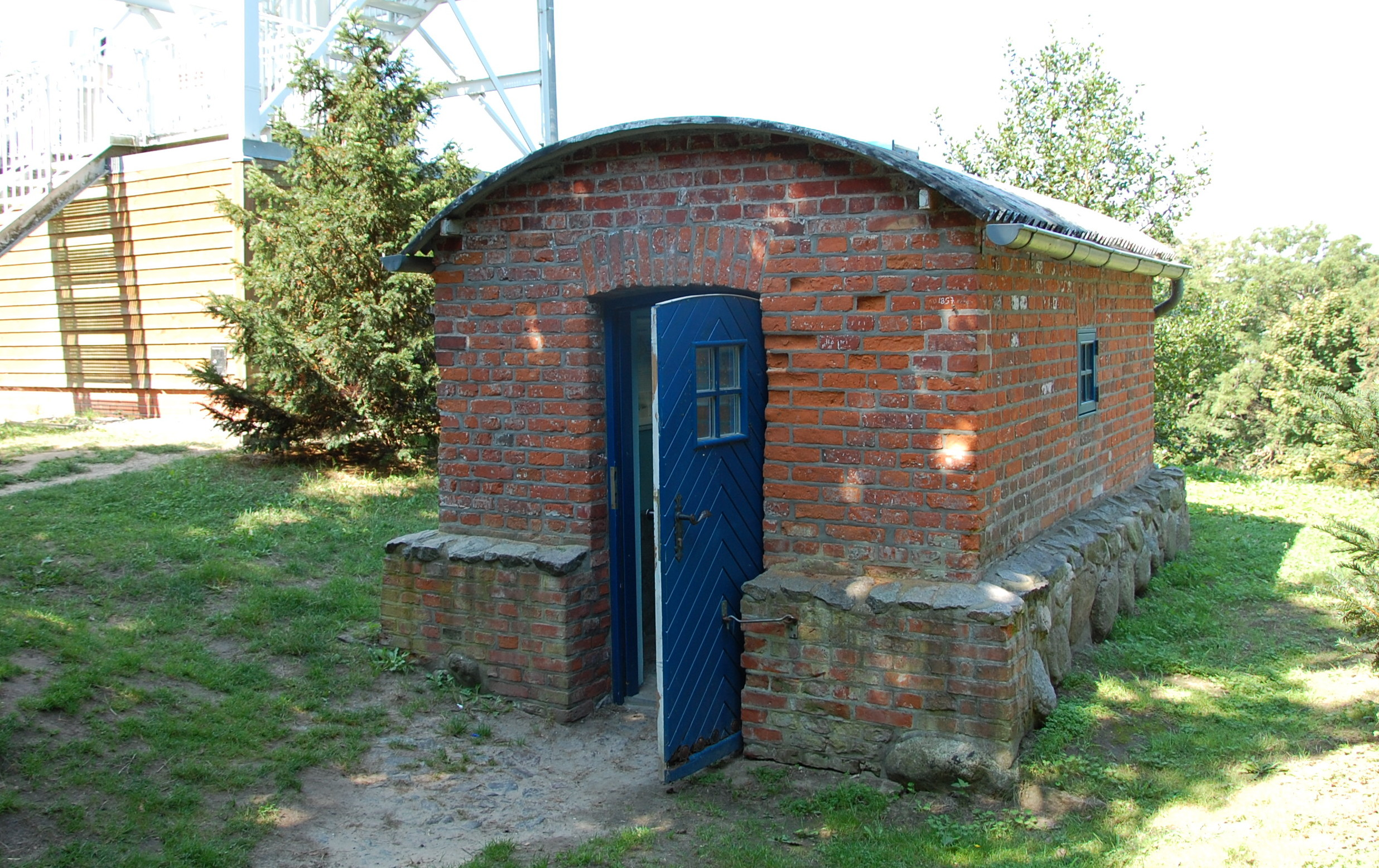
Lotsenwache neben dem Lotsenturm

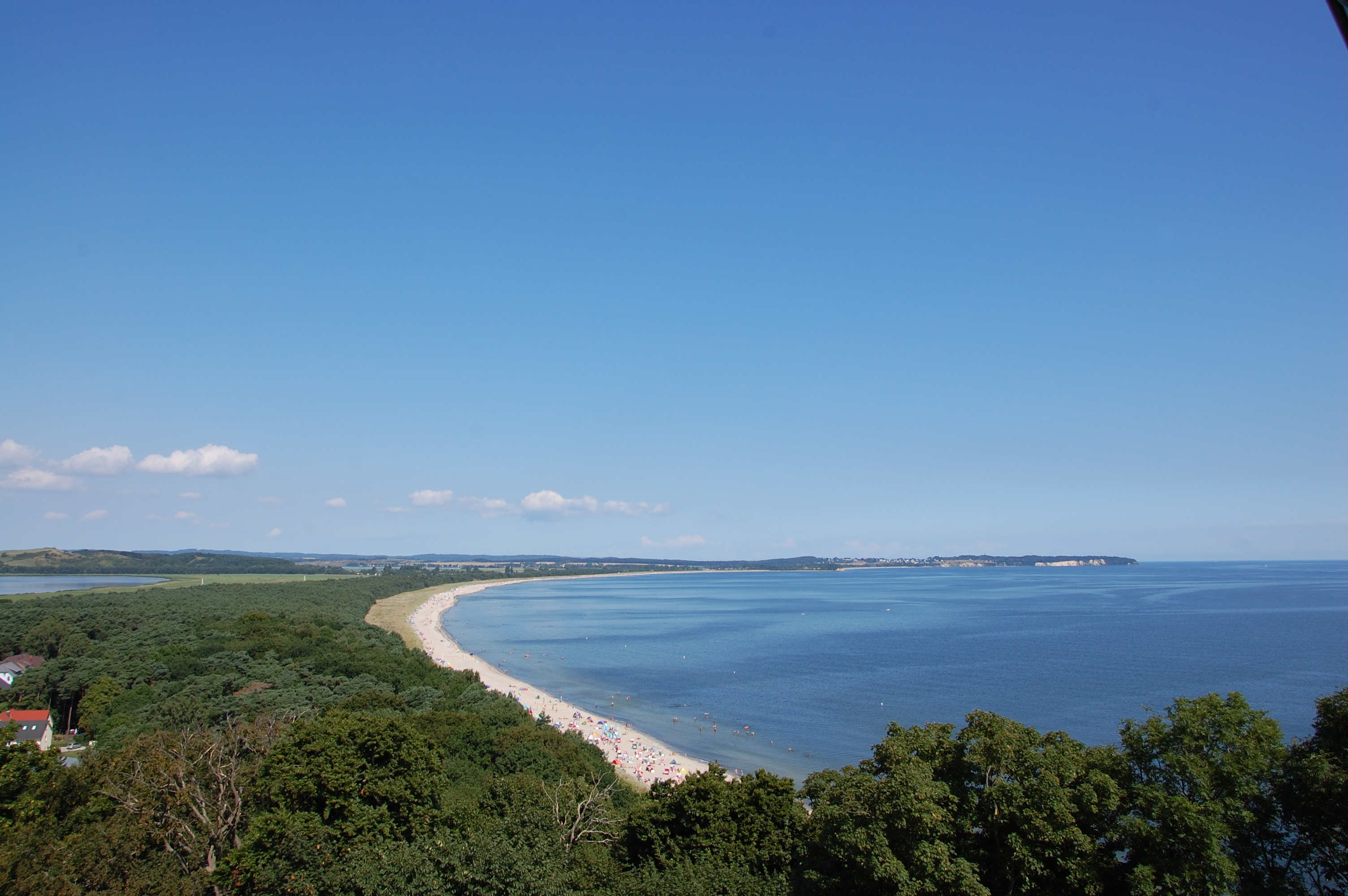
Blick vom Turm zum Nordperd

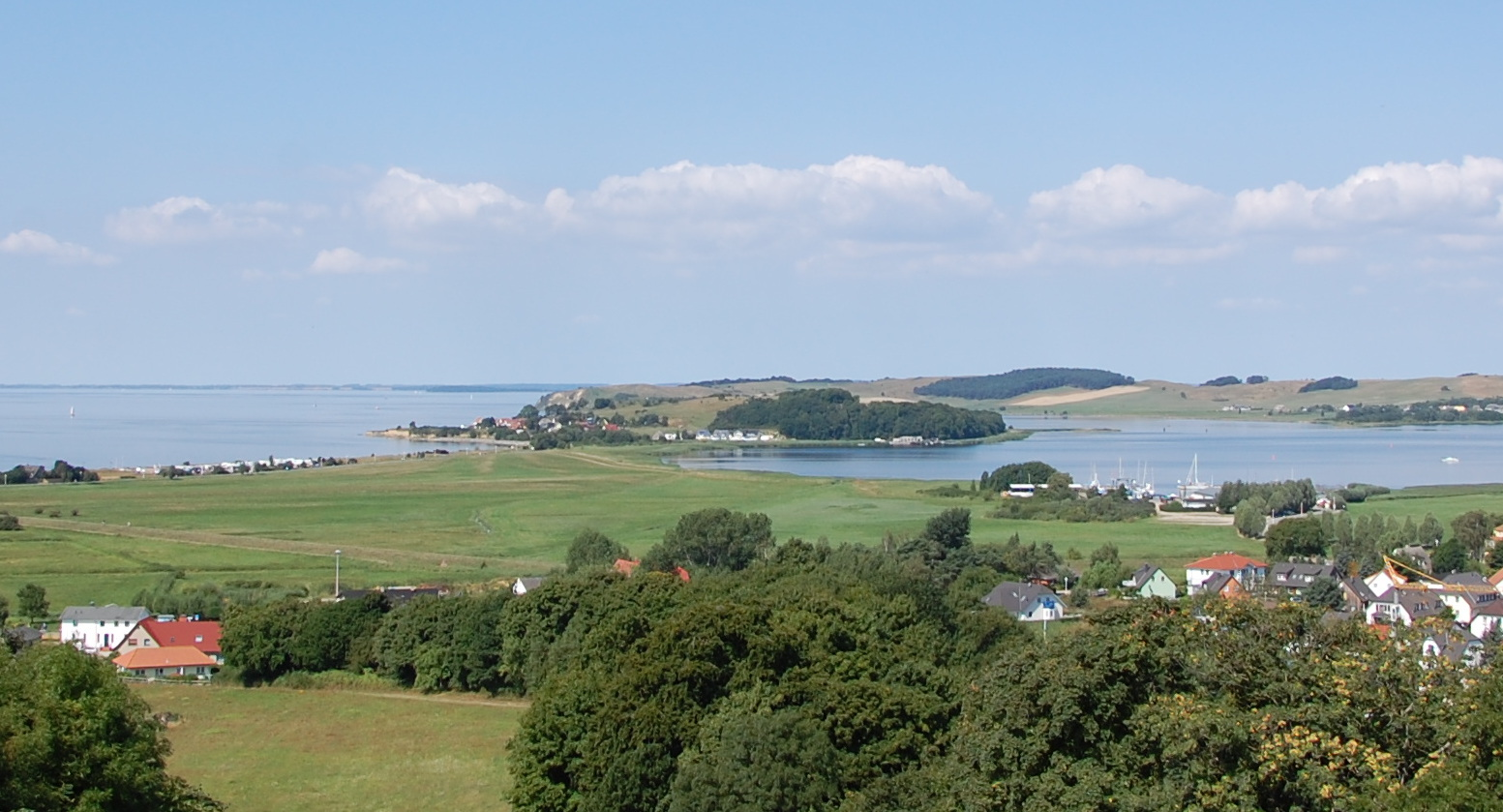
Blick nach Klein Zicker

Am Fuß des Turms befindet sich die historische Lotsenwache aus dem Jahr 1854. Das kleine Gebäude wurde aus Ziegelsteinen auf einem Sockel aus Feldsteinen errichtet. Bedeckt war das Haus zunächst mit Schilfrohr, später mit Dachziegeln. Zuvor befand sich an der Stelle als Lotsenwache ein altes Ruderhaus eines Schiffes. Anfänglich konnten die Lotsen im Winter das Wachhaus auf eigene Kosten selbst beheizen. Hierauf weist ein rechts neben dem Fenster befindlicher Rest eines Schornsteins hin. Darüber hinaus diente das Gebäude zur Lagerung von Wasserstandssignalzeichen. 
Der Schiffsverkehr in den umliegenden Seegebieten war stark. Neben der auf dem Berg befindlichen Oberwache hatte man in Thiessow selbst eine sogenannte Unterwache eingerichtet. Sie lag in der Nähe des Hauses des Lotsenkommandeurs und bestand zunächst aus einer alten hölzernen, kegelförmigen Seetonne. In der Tonne befand sich eine 1842 von der Regierung in Stralsund erstellte Signalglocke. Bei Regenwetter konnte der diensthabende Lotse der Unterwache in der Tonne Unterschlupf suchen. Von der Unterwache aus wurden die Alarmsignale der Oberwache, die bei ungünstiger Witterung in Teilen des Dorfes nicht zu hören waren, weitergegeben. 1861 wurde auch für die Unterwache ein massives Gebäude errichtet. Mit der Einführung elektrischer Läuten im Jahr 1907 wurde die Unterwache überflüssig und schließlich 1921 abgerissen.
1892/93 wurde der Lotsenwache ein hölzernes Stockwerk aufgesetzt, da die Aussicht von der Wachhütte ungenügend war. Das Obergeschoss bestand aus einer Holzbalkenkonstruktion und war auf allen vier Seiten von einem überdachten Umlauf umgeben. Der Eingang zum oberen Stockwerk erfolgte von außen über eine Holztreppe auf der Nordseite. Nachdem der Aufbau baufällig geworden war und sich wegen höher gewachsener Bäume eine erneute Erhöhung erforderlich machte, wurde 1909 der Lotsenturm neben der Oberwache gebaut. Er bestand aus einem mit Holz verkleideten Stahlgerüst und wurde am 8. November 1909 eingeweiht.
1911 wurde der hölzerne Aufbau auf der Oberwache wieder entfernt, die Wache erhielt ein Dach aus Wellblech. Der Turm war bis etwa 1977 als Lotsenwachturm in Betrieb. Danach verfiel der Turm.
1999 wurde zunächst die Lotsenwache von der Kurverwaltung Thiessow und dem Biosphärenreservat Südost-Rügen saniert. Die Arbeiten wurden von Mitarbeitern des Biosphärenreservats durchgeführt, die Kurverwaltung stellte das Material zur Verfügung. Die fehlenden Fenster und die fehlende Tür wurden neu eingesetzt, der schadhafte Putz und das undichte Dach erneuert. Auch wurden neue Dachrinnen angebaut. Der Feldsteinsockel des Gebäudes wurde freigelegt und isoliert. Die Arbeiten wurden denkmalgerecht durchgeführt. Im Inneren konnte bei den Arbeiten ein ursprünglich vorhandener hellblauer Anstrich festgestellt werden, der auch in älteren Überlieferungen erwähnt wird. Bei der Neugestaltung des kleinen Innenraums kam wieder eine entsprechende Farbgebung zum Einsatz. Im Inneren wurde eine Ausstellung zum Lotsenwesen in Thiessow und dem Biosphärenreservat Südost-Rügen eingerichtet. Die Eröffnung der sanierten Lotsenwache fand im April 2000 statt. 
Im Jahr 2003 wurde der Turm in weitgehender Anlehnung an die historischen Vorbilder und mit Unterstützung von Mobilfunkanbietern wieder aufgebaut und am 3. April 2003 eingeweiht. Entsprechende Planungen bestanden seit den 1990er Jahren. Reste des alten Turms waren noch bis 2003 vorhanden. 2009 wurde die Ausstellung in der Lotsenwache überarbeitet und der Innenanstrich erneuert.

## Gegenwart
Der Lotsenturm dient heute zugleich als Mobilfunkturm, der mit seinem Antennenmast eine Höhe von 34 m erreicht, und touristisch als Aussichtsturm. Von der auf 13 m Höhe liegenden, überdachten Aussichtsplattform umfasst der Rundumblick unter anderem den Zicker See mit Klein Zicker, Groß Zicker und den bis 66 m ü. NN hohen Zickerschen Bergen; die Granitz mit dem Jagdschloss Granitz; sowie Göhren mit dem Steilufer des Nordperds. Außerdem reicht der Blick über die Ostsee zur Greifswalder Oie, nach Usedom und Ruden und zum Festland jenseits des Greifswalder Boddens. An klaren Tagen ist auch die heute polnische Insel Wollin zu sehen. Die Aussichtsplattform ist jederzeit zugänglich. Im Lotsenturm und der ehemaligen Lotsenwache daneben befindet sich eine Ausstellung zum Lotsenwesen. Sie ist von April bis Oktober täglich geöffnet.     

## Weblink
- Rundumsicht vom Turm mit zuschaltbarer Beschriftung